# Hirthia globosa
Espèce
Statut de conservation UICN

 LC  : Préoccupation mineure
Hirthia globosa est une espèce d'escargots d'eau douce tropicale à opercule, mollusque gastéropode aquatique de la famille des Paludomidae.

## Répartition
Cette espèce est présente au Burundi, en République démocratique du Congo, en Tanzanie et en Zambie. Son habitat naturel est constitué de lacs d'eau douce.

## Systématique
L'espèce a été décrite par César Marie Félix Ancey en 1898.